# Krhov
Krhov (deutsch Kerhow) ist eine Gemeinde in Tschechien. Sie liegt sieben Kilometer südöstlich von Kunštát und gehört zum Okres Blansko.

## Geographie

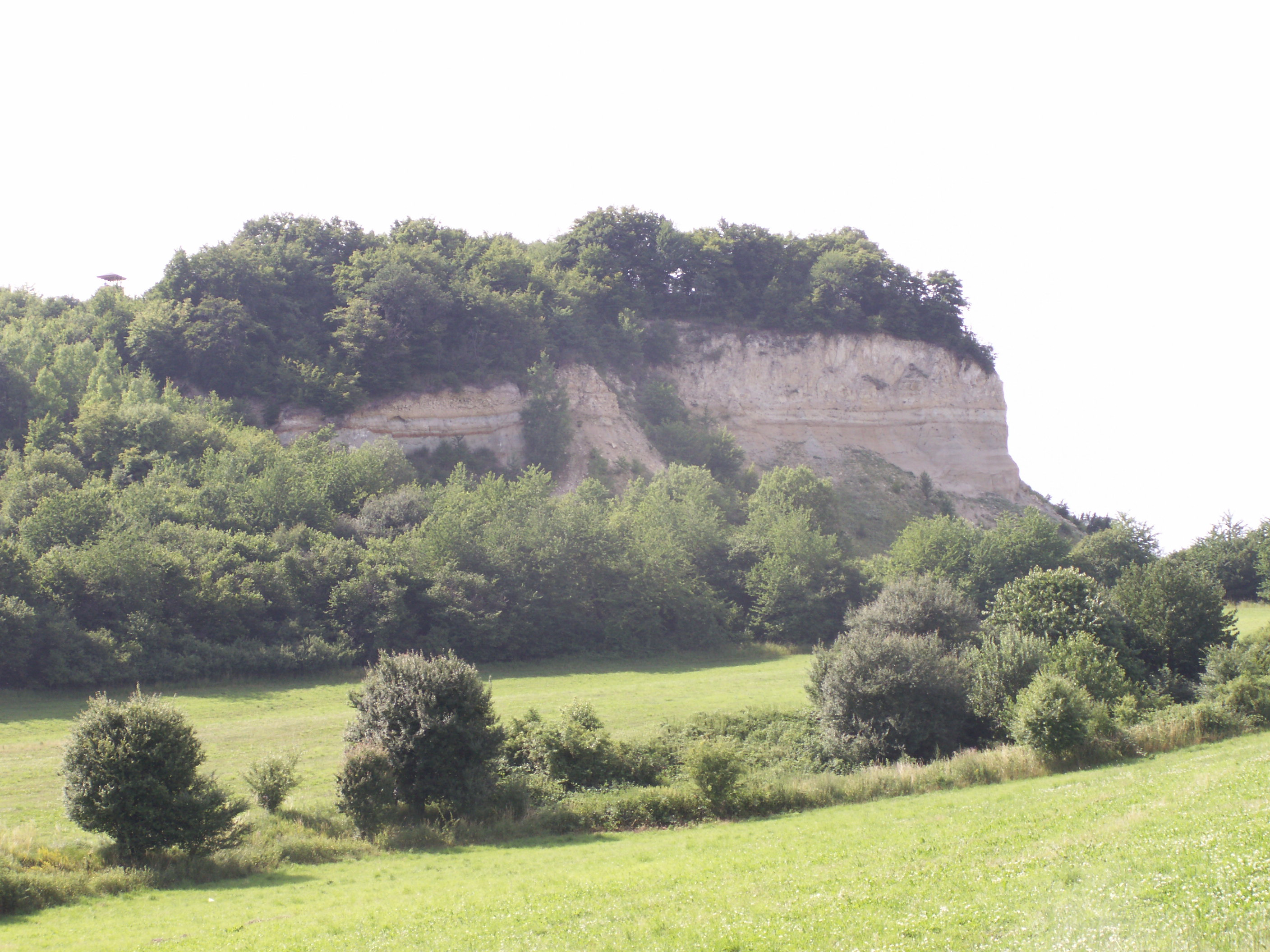
Steinbruch am Malý Chlum

Krhov befindet sich rechtsseitig über dem Tal des Baches Úmoří im Blanenský prolom (Blanzer Becken). Östlich erhebt sich der Na Kamencích (428 m), im Süden der Malý Chlum (488 m) und südwestlich der Speše (368 m). Westlich des Dorfes führt die Trasse der Schnellstraße R 43/E 461 vorbei, dahinter liegen die Dämme der unvollendeten Reichsautobahn Wien-Breslau.
Nachbarorte sind Sebranice und Vaculka im Norden, Skalice nad Svitavou und Jabloňany im Nordosten, Lhota Rapotina im Osten, Obora und Huť svaté Antonie im Südosten, Bořitov und Perná im Süden, Žerůtky und Lysice im Südwesten, Drnovice im Westen sowie Voděrady im Nordwesten.

## Geschichte
Die erste schriftliche Erwähnung der Ansiedlung von Bergleuten erfolgte im Jahre 1409. Bis zur Mitte des 19. Jahrhunderts wurde bei Krhov Eisenerz gefördert.
Nach der Aufhebung der Patrimonialherrschaften bildete Krhov ab 1850 eine Gemeinde in der Bezirkshauptmannschaft Boskovice. Nach der Einstellung des Erzbergbaus begann der Abbau von Schieferstein und Kohle. Nach der Auflösung des Okres Boskovice kam die Gemeinde mit Beginn des Jahres 1961 zum Okres Blansko. Im Jahre 2001 lebten in den 59 Häusern von Krhov 160 Menschen.

## Gemeindegliederung
Für die Gemeinde Krhov sind keine Ortsteile ausgewiesen. Zu Krhov gehört die Einschicht Pohodlí.

## Sehenswürdigkeiten
- Kapelle Herz Jesu, geweiht 1933

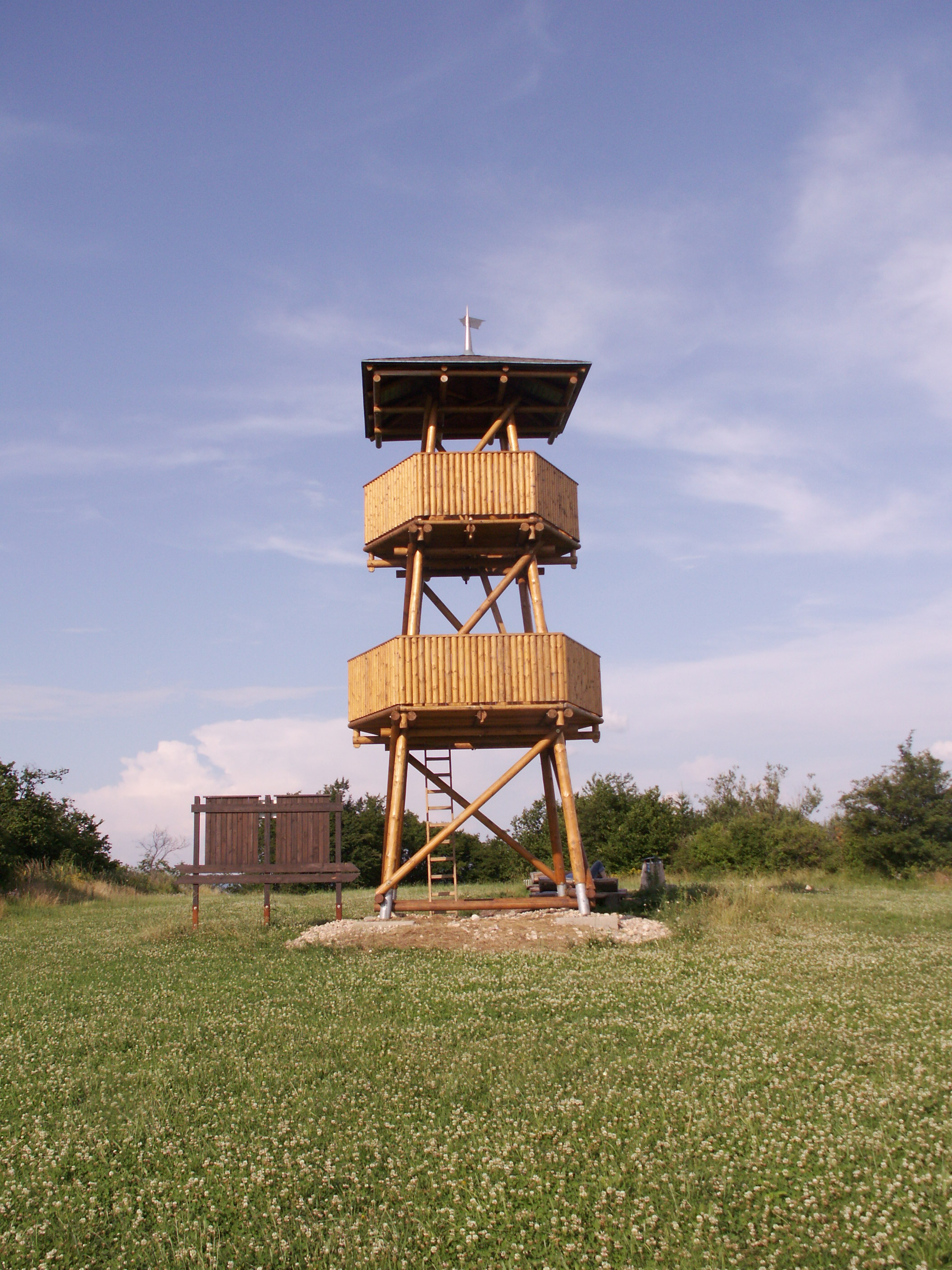
Aussichtsturm auf dem Malý Chlum

- Malý Chlum mit 10 m hohem Aussichtsturm, südlich des Dorfes
- Sandsteinskulpturen von Stanislav Rolínek am Malý und Velký Chlum